# شوكة فوق الصماخ
النهاية الداخلية لقناة الأذن مغلقة بواسطة غشاء الطبلة؛ يتشكّل الحد الأعلى للفتحة الخارجية بواسطة جذرٍ خلفي لناتئ وجني للعظم الصدغي، حيث يرى أحياناً أسفله مباشرةً شوكة صغيرة، وهي "شوكة فوق الصماخ"، وتعرف أيضاً بشوكة هنلي، وتقع في الجزء الخلفي العلوي من الفتحة.

## وصلات خارجية
- synd/655 على قاموس من سمى هذا؟